# Poczta we Wrocławiu
Poczta we Wrocławiu – początki poczty na Dolnym Śląsku sięgają średniowiecza, kiedy zaczęto organizować tu pierwsze poczty klasztorne. W niedługim czasie założone zostały pierwsze prywatne poczty, działające na potrzeby kupców. Były to poczty piesze. Powstała wówczas korporacja posłańców pocztowych, czy miejski urząd gońców. Od 2 poł. XV w. można mówić już o poczcie nowożytnej, czyli zorganizowanej, posiadającej ustaloną administrację, posługującą się wewnętrznymi przepisami, jak regulaminy ruchu pocztowego, mającą ustalone opłaty z dane usługi, itp. Poczta wrocławska była wówczas najlepiej funkcjonującą pocztą w państwie. W okresie panowania austriackiego poczta śląska zorganizowała liczne połączenia pocztowe z różnymi częściami regionu, kraju oraz międzynarodowe. W okresie nowożytnym, po przejęciu poczty dolnośląskiej przez Rzeszę zmieniły się jej zasady funkcjonowania oraz wewnętrzna organizacja. Wyznaczono specjalne okręgi pocztowe, którymi kierowały okręgowe zwierzchnie dyrekcje poczty (m.in. we Wrocławiu, Opolu i Legnicy). Nastąpił także dynamiczny rozwój usług, wielkości i liczebności placówek oraz jakości poczty dolnośląskiej. 

## Odbudowa po 1945
Po zakończeniu działań wojennych w 1945 na ziemiach b. rejencji wrocławskiej i legnickiej utworzono dolnośląski okręg administracyjny i rozpoczęto odbudowę systemu pocztowo-telekomunikacyjnego. Według szacunków z 1945 zniszczeniu uległy w 50% budynki pocztowe, w 80% ich wyposażenie i w 90% środki przewozowe. 27 III 1945 utworzona została Dyrekcja Okręgu Poczt i Telegrafów we Wrocławiu i rozpoczęto tworzenie na terenie Dolnego Śląska pocztowej sieci placówek i polskiej administracji. Znaczącą rolę organizacyjną odegrały w tym początkowym okresie oddelegowane ekipy z woj. kieleckiego i krakowskiego. Do czasu wycofania się oddziałów niemieckich z terenu Dolnego Śląska patronat nad pocztą tego regionu objął Kraków. 20 IV 1945 przybyła do Wrocławia pierwsza grupa 9 pracowników łączności na czele z Zygmuntem Szparkowskim, która przejęła w imieniu Ministerstwa Poczt i Telegrafów cały majątek poczty na Dolnym Śląsku. 27 IV 1945 uruchomiono w Trzebnicy pierwszy urząd pocztowy (naczelnik Stanisław Drągowski), gdzie ulokowano tymczasową siedzibę Dolnośląskiego Okręgu Poczt i Telegrafów, przeniesioną następnie do Legnicy (nacz. DOPT Z. Szparkowski), z racji trwających we Wrocławiu walk. Po kapitulacji Festung Breslau przystąpiono do organizacji cywilnych władz Wrocławia i Dolnego Śląska. 16 V 1945 uruchomiono we Wrocławiu pierwszy urząd pocztowy OUPT Wrocław 1 (w obecnej siedzibie UPT Wrocław 17). Szybko zaczęto tworzyć następne placówki. Powołano wówczas  63 urzędy pocztowe oraz 1 VII 1945 pocztę lotniczą (połączenia pocztowe Dolnego Śląska) i rozpoczęto nabór oraz szkolenie kadry pracowniczej. 15 VIII 1945 rozpoczął działalność dworcowy urząd pocztowy Wrocław 2 przy ul. Małachowskiego we Wrocławiu, co znacznie usprawniło ambulansowy ruch pocztowy. 21 VII 1945 przeniesiono z Legnicy do Wrocławia Dyrekcję OPiT. Do 1 VIII 1945 uruchomiono na Dolnym Śląsku 100 placówek pocztowo-telefonicznych, w tym 14 urzędów obwodowych i 5 rejonowych. Powstały też pierwsze połączenia pocztowe między Wrocławiem, Legnicą, Kluczborkiem, Ząbkowicami. Do końca 1946 na Dolnym Śląsku zatrudniono w 382 otworzonych urzędach pocztowych 3.440 pracowników, zaś do końca 1955 działało już 499 placówek poczty zatrudniających 6.661 pracowników. 1 I 1973 Poczta Polska wprowadziła dla usprawnienia pracy służby pocztowe numery adresowe (kody pocztowe). 